# Yo Soy 132

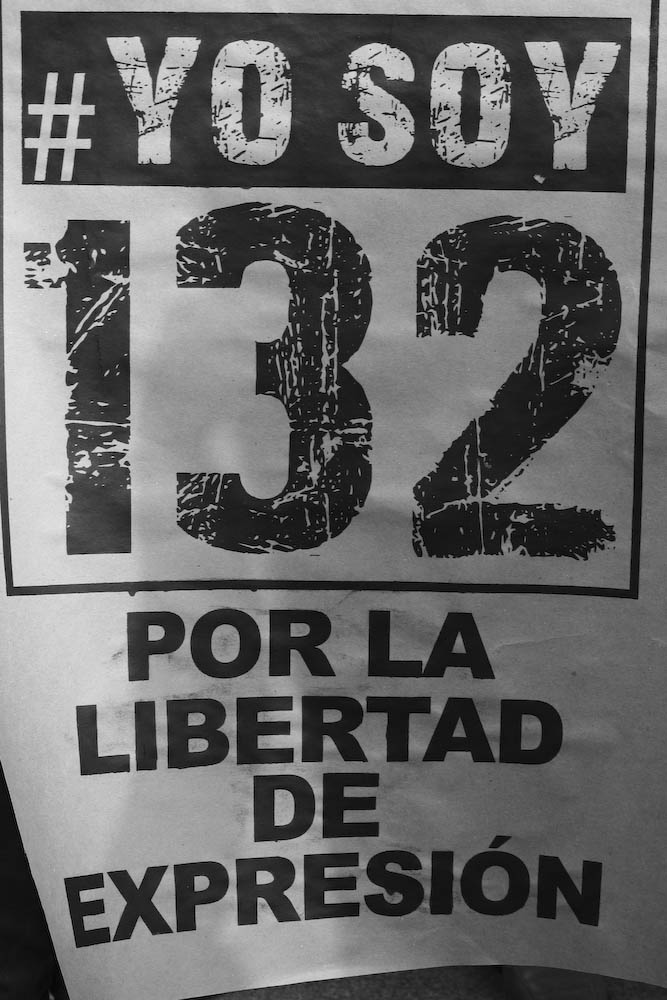
Poster usato dal movimento in alcune manifestazioni.

Yo Soy 132 è stato un movimento politico giovanile messicano, formato principalmente da studenti delle università, costituitosi durante la campagna elettorale per le elezioni presidenziali messicane del 2012 come risposta agli atteggiamenti autoritari di Enrique Peña Nieto, candidato del Partito Rivoluzionario Istituzionale e grande favorito delle elezioni. Il nome Yo Soy 132 (in italiano Io Sono 132) è nato come espressione di solidarietà con gli iniziatori della protesta.
Il movimento si batteva per la libertà di espressione, invocando la democratizzazione della vita pubblica e dei mezzi di comunicazione e un'elezione trasparente e senza brogli; chiede inoltre uguali possibilità di studio e di lavoro per tutti i cittadini e accesso a Internet per tutti.
La stampa internazionale si riferì al movimento anche come La primavera mexicana.
Le proteste contro Peña Nieto sono state il detonatore che ha innescato una serie di manifestazioni che si sono aggiunte a questo movimento.

## Origini

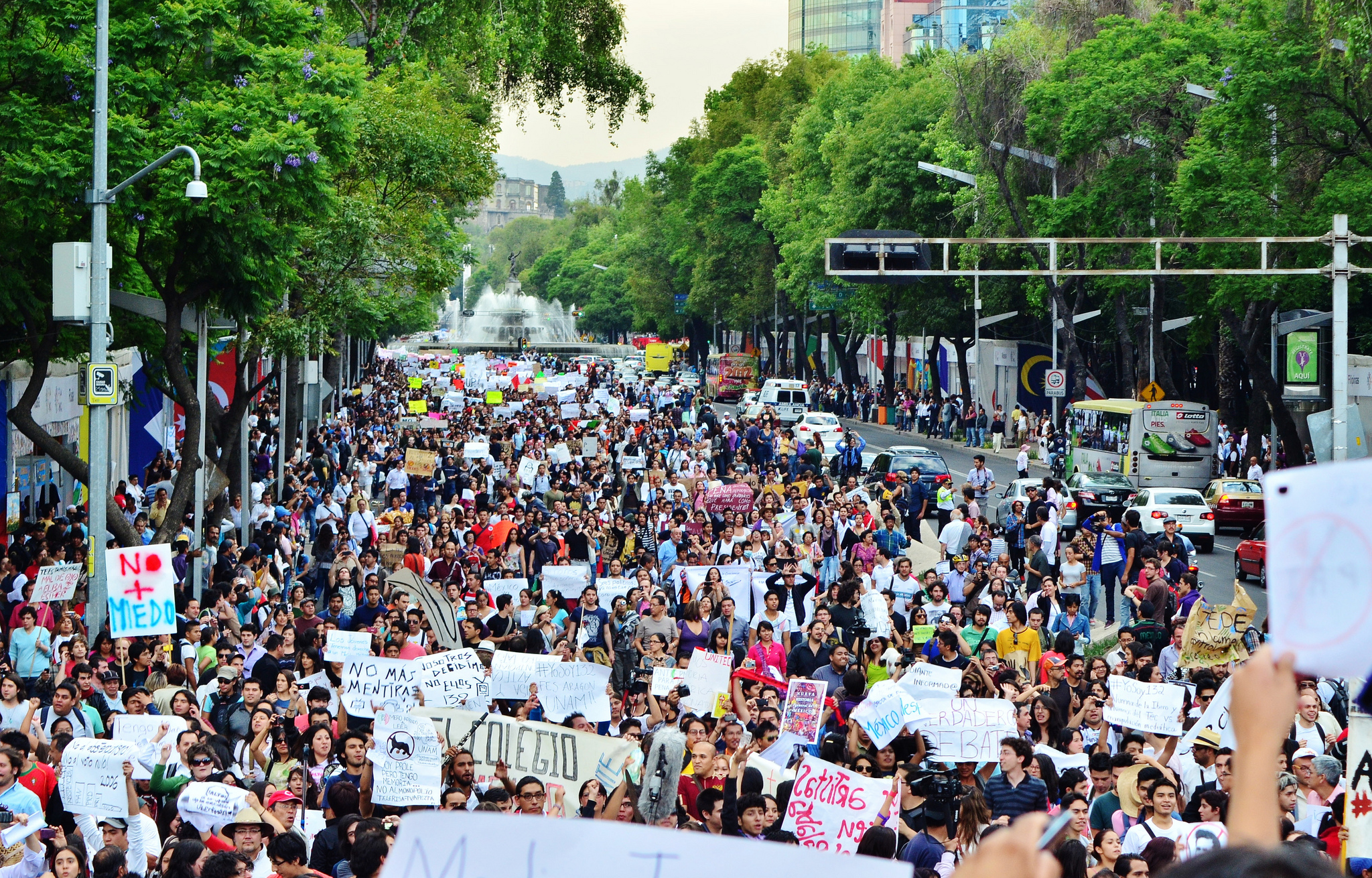
MarchaYoSoy132

L'11 maggio 2012, durante un incontro organizzato presso l'Universidad Iberoamericana, università privata di Città del Messico, Enrique Peña Nieto fu contestato da un gruppo di studenti riguardo alla gestione del caso Atenco durante il suo mandato come Governatore dello Stato del Messico. Il candidato rispose agli studenti:
(Enrique Peña Nieto)
La sua risposta infiammò gli studenti che iniziarono a cantare "Atenco non si dimentica" e costrinsero Peña Nieto a ritirarsi in un bagno e lasciare l'università da un'uscita posteriore.
Le principali televisioni e testate giornalistiche del paese minimizzarono però le proteste, elogiando il trionfo di Peña Nieto nell'incontro e sostenendo che le limitate proteste erano state organizzate non da studenti ma da Andrés Manuel López Obrador, candidato del Partito della Rivoluzione Democratica; i contestatori sono stati definiti dai media porros (cafoni, delinquenti) ed entrenados (addestrati). La rete televisiva Milenio TV pubblicò inoltre un video in cui simpatizzanti di Peña Nieto, fingendo di essere studenti dell'università, elogiavano il grande successo del candidato.
Dopo questa presa di posizione dei mezzi di comunicazione, 131 studenti della Universidad Iberoamericana pubblicarono un video su YouTube in cui mostravano i loro tesserini universitari per dimostrare di essere effettivamente studenti e confermavano di aver partecipato alla protesta. L'agitazione si è quindi scatenata sui social network, dove altri studenti e cittadini hanno iniziato ad appoggiare la protesta usando l'hashtag #YoSoy132 per identificarsi con il 132º studente e indicare la continuazione della protesta.

## Manifesto
Il 23 maggio 2012 il movimento pubblicò il suo manifesto. Tra i punti che spiccano sono:
Secondo: YoSoy132 è un movimento partecipativo che non rappresenta un'unica università. La sua identità dipende solamente dalle persone che si uniscono a questa causa e che ci si raggruppano attraverso i comitati universitari.»